# Fabronia subpolycarpa
Fabronia subpolycarpa är en bladmossart som beskrevs av C. Müller in Hampe 1879. Fabronia subpolycarpa ingår i släktet Fabronia och familjen Fabroniaceae. Inga underarter finns listade i Catalogue of Life.